# 2006-os sílövő-világbajnokság
A 2006-os sílövő-világbajnokságot március 12-én rendezték Szlovéniában, Pokljukában. Mivel ebben az évben került sor a XX. téli olimpiára Olaszországban, a világbajnokság programjában csak a vegyes váltók versenyszáma szerepelt, az egyetlen nem olimpiai versenyszám.
A világbajnoki címet a Anna Bogalij-Tyitovec, Szergej Csepikov, Irina Malgina és Nyikolaj Kruglov összetételű orosz csapat nyerte. A második helyen, közel egyperces hátránnyal a norvég csapat végzett (Linda Grubben, Halvard Hanevold, Tora Berger, Ole Einar Bjørndalen), a bronzérmet pedig a francia négyes vihette haza (Florence Baverel-Robert, Vincent Defrasne, Sandrine Bailly, Raphaël Poirée).

## Részt vevő nemzetek
| Nemzet           | Férfi induló | Női induló | Összesen |
| ---------------- | ------------ | ---------- | -------- |
| Bulgária         | 2            | 2          | 4        |
| Csehország       | 2            | 2          | 4        |
| Fehéroroszország | 4            | 4          | 8        |
| Finnország       | 2            | 2          | 4        |
| Franciaország    | 4            | 4          | 8        |
| Japán            | 2            | 2          | 4        |
| Kanada           | 2            | 2          | 4        |
| Lengyelország    | 4            | 4          | 8        |
| Németország      | 4            | 4          | 8        |

| Nemzet      | Férfi induló | Női induló | Összesen |
| ----------- | ------------ | ---------- | -------- |
| Norvégia    | 4            | 4          | 8        |
| Olaszország | 4            | 4          | 8        |
| Oroszország | 4            | 4          | 8        |
| Svédország  | 2            | 2          | 4        |
| Szlovákia   | 4            | 4          | 8        |
| Szlovénia   | 4            | 4          | 8        |
| Ukrajna     | 2            | 2          | 4        |
| USA         | 2            | 2          | 4        |
| 17 nemzet   |              |            |          |

## Éremtáblázat
| Hely     | Nemzet        | Arany | Ezüst | Bronz | Összesen |
| 1.       | Oroszország   | 1     | 0     | 0     | 1        |
|          |               |       |       |       |          |
| 2.       | Norvégia      | 0     | 1     | 0     | 1        |
|          |               |       |       |       |          |
| 3.       | Franciaország | 0     | 0     | 1     | 1        |
|          |               |       |       |       |          |
| Összesen | Összesen      | 1     | 1     | 1     | 3        |

## Eredmény
A verseny időpontja: 2006. március 12.
| #     | Versenyző                                                                                       | Lövőhiba (F+Á)                           | Időeredmény | Hátrány | #   | Versenyző                                                                                          | Lövőhiba (F+Á)                            | Időeredmény | Hátrány  |
| ----- | ----------------------------------------------------------------------------------------------- | ---------------------------------------- | ----------- | ------- | --- | -------------------------------------------------------------------------------------------------- | ----------------------------------------- | ----------- | -------- |
| Arany | Oroszország II · Anna Bogalij-Tyitovec · Szergej Csepikov · Irina Malgina · Nyikolaj Kruglov    | 0+4 1+6 0+0 0+2 0+2 1+3 0+1 0+1 0+1 0+0  | 1:16:24.8   |         | 14. | Fehéroroszország II · Volha Nazarava · Rusztam Valiulin · Olena Zubrilova · Szjarhej Novikav       | 2+6 7+8 0+2 2+3 2+3 4+2 0+1 0+0 0+0 1+3   | 1:23:09.2   | +6:44.4  |
| Ezüst | Norvégia I · Linda Grubben · Halvard Hanevold · Tora Berger · Ole Einar Bjørndalen              | 0+6 3+10 0+1 0+1 0+2 1+3 0+2 2+3 0+1 0+3 | 1:17:18.5   | +53.7   | 15. | Lengyelország II · Magdalena Nykiel · Grzegorz Bodziana · Katarzyna Ponikwia · Krzysztof Pływaczyk | 1+7 1+7 1+3 0+1 0+0 0+2 0+3 1+3 0+1 0+1   | 1:23:13.3   | +6:48.5  |
| Bronz | Franciaország I · Florence Baverel-Robert · Vincent Defrasne · Sandrine Bailly · Raphaël Poirée | 0+2 5+8 0+1 0+2 0+0 2+3 0+0 3+2 0+1 0+1  | 1:18:23.0   | +1:58.2 | 16. | Oroszország I · Olga Anyiszimova · Ivan Cserezov · Natalja Guszeva · Makszim Csudov                | 0+7 7+9 0+3 0+0 0+3 1+3 0+1 2+3 0+0 4+3   | 1:23:20.6   | +6:55.8  |
| 4.    | Németország I · Simone Hauswald · Michael Rösch · Kati Wilhelm · Andreas Birnbacher             | 0+4 4+7 0+1 4+3 0+0 0+1 0+3 0+1 0+0 0+2  | 1:19:01.2   | +2:36.4 | 17. | Csehország · Magda Rezlerová · Roman Dostál · Zdeňka Vejnarová · Zdeněk Vítek                      | 3+7 5+11 2+3 0+2 1+3 3+3 0+1 0+3 0+0 2+3  | 1:23:55.1   | +7:30.3  |
| 5.    | Szlovénia II · Dijana Grudiček-Ravnikar · Klemen Bauer · Lucjia Larisi · Gregor Brvar           | 0+5 3+11 0+0 0+3 0+2 0+2 0+1 2+3 0+2 1+3 | 1:19:43.3   | +3:18.5 | 18. | USA · Rachel Steer · Lowell Bailey · Lanny Barnes · Jay Hakkinen                                   | 2+9 1+9 0+3 0+1 1+3 1+3 1+3 0+3 0+3 0+0   | 1:24:38.4   | +8:13.6  |
| 6.    | Svédország · Anna Carin Olofsson · Mattias Nilsson · Helena Jonsson · Carl Johan Bergman        | 4+8 0+6 4+3 0+1 0+1 0+3 0+3 0+2 0+1 0+0  | 1:19:52.7   | +3:27.9 | 19. | Finnország · Kaisa Leena Mäkäräinen · Jouni Kinnunen · Outi Kettunen · Timo Antila                 | 3+8 2+8 2+3 2+3 0+0 0+2 1+3 0+3 0+2 0+0   | 1:24:40.3   | +8:15.5  |
| 7.    | Szlovénia I · Teja Gregorin · Janez Ožbolt · Tadeja Brankovič · Matjaž Poklukar                 | 2+10 0+9 2+3 0+3 0+3 0+1 0+2 0+3 0+2 0+2 | 1:20:18.7   | +3:53.9 | 20. | Bulgária · Nina Klenovszka · Mihail Klecserov · Irina Nikulcsina · Vitalij Rudencsik               | 2+8 7+9 0+0 4+3 2+3 0+1 0+3 1+2 0+2 2+3   | 1:25:16.7   | +8:51.9  |
| 8.    | Lengyelország I · Krystyna Pałka · Wiesław Ziemianin · Magdalena Gwizdoń · Tomasz Sikora        | 2+7 1+11 0+1 1+3 1+3 0+3 1+3 0+2 0+0 0+3 | 1:21:20.1   | +4:55.3 | 21. | Kanada · Zina Kocher · David Leoni · Sandra Keith · Gerhardt Klann                                 | 3+9 1+11 2+3 1+3 0+0 0+3 1+3 0+3 0+3 0+2  | 1:25:24.7   | +8:59.9  |
| 9.    | Ukrajna · Lilija Vajhina-Jefremova · Andrij Derizemlja · Olena Petrova · Ruszlan Liszenko       | 0+6 8+9 0+2 4+3 0+0 0+1 0+3 0+2 0+1 4+3  | 1:21:31.9   | +5:07.1 | 22. | Japán · Kanae Meguro · Hidenori Isa · Ikuyo Tsukidate · Shin’ya Saitō                              | 0+9 6+12 0+2 0+3 0+2 2+3 0+2 2+3 0+3 2+3  | 1:27:01.7   | +10:36.9 |
| 10.   | Németország II · Martina Beck · Ricco Groß · Andrea Henkel · Sven Fischer                       | 2+6 4+8 0+1 1+3 0+1 0+0 2+3 3+2 0+1 0+3  | 1:21:43.9   | +5:19.1 | 23. | Norvégia II · Jori Mørkve · Frode Andresen · Borghild Ouren · Lars Berger                          | 2+6 12+11 0+0 2+2 2+3 4+3 0+0 3+3 0+3 3+3 | 1:28:28.6   | +12:03.8 |
| 11.   | Franciaország II · Sylvie Becaert · Ferréol Cannard · Christelle Gros · Simon Fourcade          | 0+7 2+9 0+1 1+3 0+2 0+1 0+2 0+3 0+2 1+2  | 1:21:54.5   | +5:29.7 | 24. | Fehéroroszország I · Natalja Szokolova · Vlagyimir Dracsov · Ljudmila Ananka · Oleg Rizsenkov      | 0+9 14+12 0+3 5+3 0+2 3+3 0+1 4+3 0+3 2+3 | 1:30:38.5   | +14:13.7 |
| 12.   | Olaszország I · Michela Ponza · Rene Laurent Vuillermoz · Saskia Santer · Wilfried Pallhuber    | 2+8 4+9 0+0 1+3 0+3 1+3 2+3 0+1 0+2 2+2  | 1:22:19.0   | +5:54.2 | 25. | Szlovákia I · Marcela Pavkovčeková · Miroslav Matiaško · Soňa Mihoková · Marek Matiaško            | 5+12 2+9 4+3 0+1 0+3 0+2 0+3 1+3 1+3 1+3  | 1:31:07.7   | +14:42.9 |
| 13.   | Szlovákia II · Anna Murínová · Dušan Šimočko · Janka Gereková · Matej Kazár                     | 0+10 2+9 0+1 0+2 0+3 1+3 0+3 1+3 0+3 0+1 | 1:22:38.3   | +6:13.5 | 26. | Olaszország II · Barbara Ertl · Markus Windisch · Nathalie Santer · Stefan Zingerle                | Nem állt rajthoz                          |             |          |